# Gordan Dudas

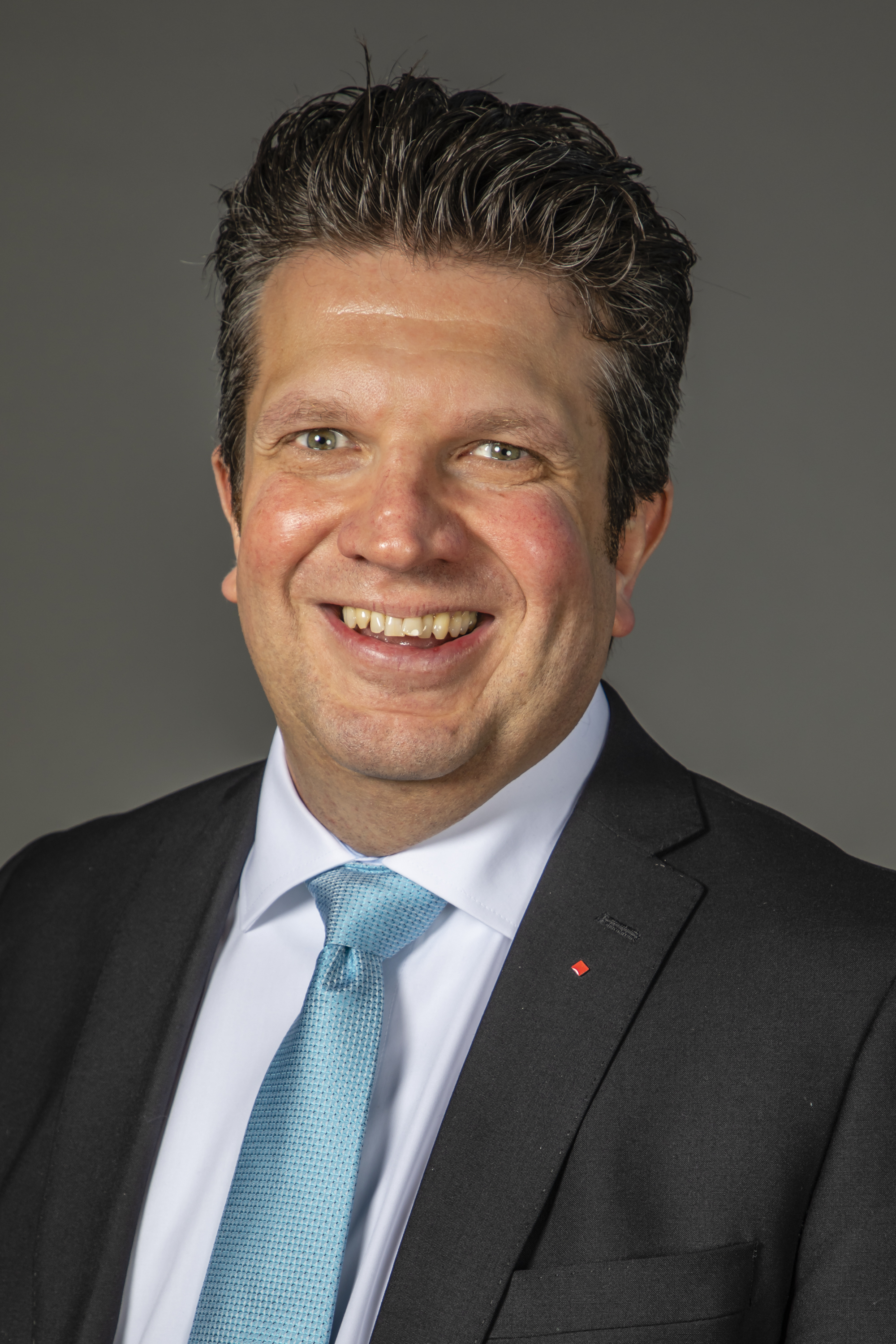
Gordan Dudas (2019)

Gordan Dudas (* 26. Januar 1971 in Lüdenscheid) ist ein deutscher Politiker (SPD) und seit 2010 Mitglied des Landtags von Nordrhein-Westfalen.

## Leben
Dudas ist der Sohn eines Monteurs und einer Reinigungskraft. Er schloss die Gesamtschule Kierspe 1988 mit der Fachoberschulreife ab und leistete nach seiner Ausbildung  von 1994 bis 1995 seinen Wehrdienst bei der Bundeswehr.

### Karriere
Von 1991 bis 1994 absolvierte er eine Ausbildung zum Raumausstatter und war seit 1995 als Schauwerbegestalter im Möbelhandel in Lüdenscheid tätig, seit 2004 als Ausbildungsleiter und Betriebsratsvorsitzender.

### Politik
Bereits mit 16 Jahren trat er 1987 in die Jusos ein, um mit anderen Jugendlichen für eine Discothek in Lüdenscheid zu kämpfen. In die SPD trat er 1990 ein. Von 1994 bis 1999 vertrat er seine Partei im Stadtrat von Lüdenscheid, dem er seit 2004 erneut angehört. Zwischen 2010 und 2018 war er Stadtverbandsvorsitzender der SPD in Lüdenscheid, seit November 2016 ist er Vorsitzender des Unterbezirks Märkischer Kreis und seit 2018 Mitglied im Landesvorstand der SPD als Beisitzer. Bei den Landtagswahlen 2010, 2012 und 2017 erreichte er jeweils das Direktmandat im Landtagswahlkreis Märkischer Kreis III. Bei der Landtagswahl 2022 verfehlte er knapp das Direktmandat und zog auf Platz 9 der Landesliste der SPD in den Landtag ein.
Aktuell ist er Mitglied im Landtagsausschuss für Arbeit, Gesundheit und Soziales sowie Mitglied im Landtagsausschuss für Verkehr.